# Fortuna (Dakota du Nord)
La ville de Fortuna est située dans le comté de Divide, dans l’État du Dakota du Nord, aux États-Unis. Sa population s’élevait à 22 habitants lors du recensement de 2010.

## Histoire
Fortuna a été fondée en 1913 le long d’un embranchement de la Soo Line Railroad qui reliait Flaxton à Whitetail, dans le Montana. Le nom provient de la divinité italique allégorique de la chance. Il a été choisi par les responsables du chemin de fer pour souligner le fait que les colons espéraient que le rail leur apporterait la prospérité.

## Démographie
| 1920 | 1930 | 1940 | 1950 | 1960 | 1970 |
| ---- | ---- | ---- | ---- | ---- | ---- |
| 198  | 196  | 214  | 181  | 185  | 216  |

| 1980 | 1990 | 2000 | 2010 | - | - |
| ---- | ---- | ---- | ---- | - | - |
| 98   | 53   | 31   | 22   | - | - |

## À noter
Fortuna est la ville la plus septentrionale située sur la Route 85 avant que celle-ci atteigne la frontière avec le Canada.

## Source
- (en) Cet article est partiellement ou en totalité issu de l’article de Wikipédia en anglais intitulé « Fortuna, North Dakota » (voir la liste des auteurs).

1. ↑  (en) Douglas A. Wick, « Fortuna (Divide County) », sur North Dakota Place Names (consulté le 9 mai 2011).
2. ↑  (en) « Population and Housing Unit Estimates » (consulté le 1er octobre 2019)
3. ↑  (en) Bureau du recensement des États-Unis, « Census of Population and Housing » [archive du 26 avril 2015] (consulté le 7 septembre 2013)
4. ↑  (en) « Population Estimates », Bureau du recensement des États-Unis (consulté le 1er octobre 2019)
5. ↑  (en) « Statistiques des États-Unis - Dakota du nord - Profils des comtés de 2010 » (consulté en juin 2021)